# Израильско-финляндские отношения
Финляндско-израильские отношения — двусторонние дипломатические отношения между Финляндией и Израилем. Финляндия имеет посольство в Тель-Авиве, а Израиль — посольство в Хельсинки. Оба государства являются полноправными членами Союза для Средиземноморья.

## История

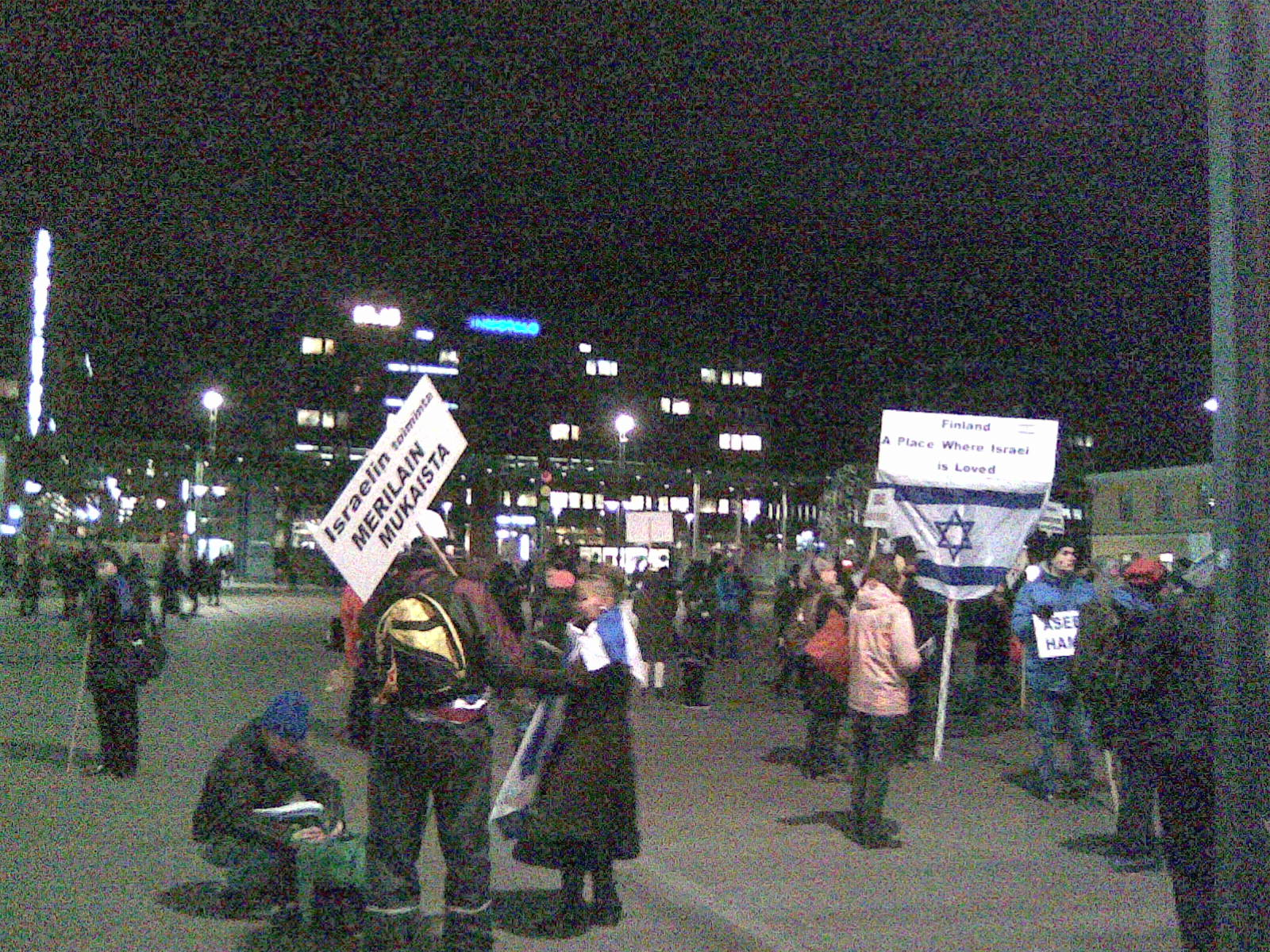
Демонстрация на площади Наринкка в центре Хельсинки в поддержку Израиля.

Основа для двусторонних отношений между Финляндией и Израилем была заложена ещё до основания Государства Израиль. Финский президент Паасикиви объявил де факто признание Израиля 11 июня 1948 года, через месяц после провозглашения независимости. Официально Финляндия признала Государство Израиль 18 марта 1949 года, а дипломатические связи были установлены 14 ноября 1950 года. Финляндия открыла посольство в Тель-Авиве в 1952 году, а Израиль открыл посольство в Хельсинки в 1956.
Первым дипломатическим представителем Финляндии в Израиле был Тойво Кала (фин. Toivo Kala), который передал верительную грамоту министру иностранных дел Моше Шарету. Шарет сказал Кале, что восхищен готовностью Финляндии защищать свои права и её стремлением восстанавливаться после войны.
Сегодня Финляндия и Израиль имеют сильные культурные и научные связи. Примерно 10 000 финских туристов посещают Израиль ежегодно.
В июле 2010 года по приглашению своего финского коллеги, Финландию посетил глава МИД Израиля Авигдор Либерман. На встрече стороны обсудили мирный процесс на Ближнем Востоке. Кроме того, Либерман встретился с президентом республики Тарьей Халонен и министром иностранной торговли и развития Пааво Вяюрюненом.
В июне 2016 года глава финского МИД Тимо Сойни прибыл в Израиль с трёхдневным визитом, во время которого он встретился с премьер-министром Биньямином Нетаньяху. Министр Соини прибывает в Израиль на следующий день после своей встречи с иранскими коллегой Джавад Зариф в Хельсинки — предполагается, что эта тема обсуждалась на двусторонних переговорах в Иерусалиме.
В апреле 2019 года израильское управление инноваций и Хельсинкский деловой центр при поддержке израильско-европейского управления исследований и инноваций объявили о запуске пилотного проекта в сфере цифрового здравоохранения. Оба государства являются мировыми лидерами в сфере цифровой медицины, в каждой из стран в данной сфере действуют более 500 стартапов.

## Экономические отношения
В 2005 году финский экспорт в Израиль составил 155,24 млн евро, а импорт из Израиля в Финляндию 95,96 млн евро. Израиль импортирует технику. телекоммуникационное оборудование, древесину, продукцию целлюлозно-бумажной и химической промышленности. Главными продуктами израильского экспорта в Финляндию являются: телекоммуникационное и машинное оборудование, а также израильские фрукты и овощи.
В 2004 году была создана совместная финлядско-израильская программа по сотрудничеству в сфере исследований и разработке проектов ICT. Офис главного ученого Израиля и финское агентство «Текес» (финансирующая организация в области исследований и инноваций) выделили 5 млн евро каждый для финансирования совместных проектов.
Финляндско-израильская торговая ассоциация служит посредником между финскими и израильскими компаниями для создания новых деловых контактов. Она помогает организовывать бизнес-миссии в Израиле и принимать в Финляндии делегации бизнесменов из Израиля.
Одна из больниц в Восточном Иерусалиме получает финансовую помощь от финского государства.

## Культурные связи
В 2006 году в тель-авивском Музее диаспоры открылась выставка, посвящённая истории финских евреев с 1830 по 1970 гг.

## Военное сотрудничество
Считается, что конструкция автомата Галиль частично основана на конструкции финского автомата Rk. 62 и на самом деле станки для производства первых автоматов Галиль, а также ствольные коробки для ранних образцов были предоставлены корпорацией Valmet. Компания Tampella (через находящуюся в её полной собственности дочернюю компанию Salgad) и израильская Solel Boneh основали в 1950 году компанию Солтам и начали производство по финской лицензии артиллерийского и противотанкового оружия в Израиле. Тогда это выглядело как взаимовыгодное сотрудничество для двух маленьких и относительно бедных стран, нуждающихся в обороне. По прошествии двух десятилетий особенности двух стран изменились. Из-за негативной огласки и сокращения продаж на внутреннем рынке для компании Тампелла, связи между Salgad и Soltam были разорваны 15 августа 1974 года.
Находящиеся на вооружении Сил обороны Финляндии радио LV141 и LV241 изготавливались по контракту израильской компанией Tadiran Ltd для датской Terma A/S. Противотанковые ракеты Spike покупались у немецкой компании Rheinmetall, которая заключала субконтракт с израильской Rafael Advanced Defense Systems. Компания Rafael была также вовлечена в покупку Силами обороны Финляндии израильских Litening. Фирма Mastsystem International, которая сегодня называется Cobham Mast Systems получила лицензию на экспорт некоторых телескопических выдвижных устройств (для подводных лодок) из Финляндии в Израиль. Процесс получения экспортных лицензий в Израиль критиковался как политически непредсказуемый, так что клиенты потеряли интерес. К примеру, пресс-секретарь Mastsystem International отметил в октябре 2010 года, что им отказывали в разрешении в период с конца 2008 по лето 2009 года. В той же газетной статье, исследователь темы отмечает, что в 2008 году Финляндия также отказала в выдаче определенных экспортных разрешений для Шри-Ланки, Бразилии и России.
В апреле 2012 года Силы обороны Финляндии заказали для финской армии беспилотный летательный аппарат Orbiter (БПЛА) на сумму 24 млн евро у компании Aeronautics Defense Systems. Их предыдущий швейцарский БПЛА ADS 95 RANGER был также изготовлен в Израиле.
В январе 2014 года Силы обороны Финляндии заказали камуфляж, изготовленный по мультиспектральной технологии на 47 млн долл. США у израильской компании Fibrotex Technologies.
В июне 2018 года министерство обороны Финляндии утвердило решение о приобретении ракетных комплексов «Габриэль» производства израильского концерна «Israel Aerospace Industries» для оснащения своего ВМФ по результатам проведённого тендера. Стоимость контракта €162 млн, а также опция на приобретение дополнительного оборудования ещё на €193 млн в 2019—2025 годах.
13 января 2020 года, на границе с сектором Газа, израильской полицией была задержана депутат от Союза левых сил Анна Контула, которая с активистами пыталась устроить демонстрацию с целью обратить внимание на торговлю оружием между Финляндией и израильскими компаниями.
В январе 2020 года израильский оборонный концерт «ТААС» выиграл тендер на поставку ВВС Финляндии танковых снарядов на общую сумму $40 млн. Среди прочего поставлены будут 120-миллиметровые снаряды M339 («Хацав») с тандемной боеголовкой, предназначенные для пробивания бетонных стен и танковой брони, а также элементы ввода данных в боеприпас для танков «Леопард 2».